# Улица Маршала Захарова (Санкт-Петербург)
У́лица Ма́ршала Заха́рова — улица в Красносельском районе Санкт-Петербурга. Проходит от Балтийского бульвара до проспекта Маршала Жукова.

## История
Улица получила название 15 июля 1974 года в честь Матвея Васильевича Захарова — маршала Советского Союза, дважды Героя Советского Союза, участника штурма Зимнего дворца, командующего войсками Ленинградского военного округа.
В 2009 году улица получила продолжение от улицы Доблести до проспекта Героев, а в середине 2016 года — по берегу Дудергофского канала до Балтийского бульвара.

## Пересечения
- Балтийский бульвар
- проспект Патриотов
- проспект Героев
- улица Доблести
- проспект Кузнецова
- Брестский бульвар
- улица Десантников
- проспект Маршала Жукова

## Транспорт
Ближайшие станции метро — «Проспект Ветеранов» и «Ленинский проспект».
Автобус № 2а, 83, 87, 111, 142, 160, 243, 333

## Общественно-значимые объекты
- Южно-Приморский парк